# Richard de Morville
Richard de Morville (... – 1189) è stato un nobile normanno, Lord Gran Connestabile di Scozia per re Guglielmo I.

## Biografia
Figlio del Gran Connestabile Hugh de Morville, la sua famiglia era recentemente immigrata in Scozia e si era guadagnata un posto alla corte dei Dunkeld, tanto che alla morte del padre Richard gli succedette come Gran Connestabile.
Era molto vicino a re Guglielmo I, per il quale funse da testimone in numerose donazioni a favore della Chiesa, effettuandone molte anche lui stesso (anche se non sempre senza dispute, come accadde in un'occasione con i monaci di Melrose). Con le morti sua e del figlio William attorno al 1190 la famiglia de Morville si estinse, e il patrimonio e i titoli passarono alla figlia Elena e ai signori di Galloway, rendendoli i più potenti feudatari di Scozia.
Si sposò attorno al 1155 con la ricca vedova Hawise di Lancaster, con la quale ebbe almeno due figli:
- William de Morville, suo erede, secondo alcune fonti premortogli, o in alternativa deceduto poco dopo di lui senza successori;
- Elena de Morville (?-1217), sposa di Roland di Galloway e antenata di re Giovanni di Scozia.